# Fanny Horta
Fanny Horta (22 de janeiro de 1986) é uma jogadora de rugby sevens francesa.

## Carreira
Fanny Horta integrou o elenco da Seleção Francesa Feminina de Rugbi de Sevens, na Rio 2016, que foi 6º colocada, sendo a capitã da equipe.